# Haikju!!
Haikju!! (транслит.) jeste japanski manga serijal koji je napisao i ilustrovao Haruiči Furudate. Priča prati Šoja Hinatu, dečaka odlučnog da postane odličan odbojkaš uprkos svom niskom rastu. Serijalizovan je u Weekly Shōnen Jump časopisu koji nedeljno objavljuje japanska izdavačka kuća Šueiša od februara 2012. do jula 2020. godine, sa poglavljima prikupljenim u 45 tomova.
Adaptacija anime televizijske serije produkcije studija  emitovana je od aprila 2014. do septembra 2014. godine sa 25 epizoda. Druga sezona emitovana je od oktobra 2015. do marta 2016. godine, sa 25 epizoda. Treća sezona emitovana je od oktobra 2016. do decembra 2016. godine, sa 10 epizoda. Četvrta sezona najavljena je tokom Džamp Festa '19 i prvi deo od 13 epizoda emitovan je od januara do aprila 2020, a drugi deo od 12 epizoda se emitovao od oktobra do decembra 2020. godine. Poslednja poglavlja adaptirana su u filmski serijal pod nazivom .
Manga i anime naišli su na pozitivan prijem. Manga je osvojila 61. Šogakukanovu nagradu za mange u kategoriji za šonen u 2016. Od novembra 2020, Haikju!! u opticaju ima preko 50 miliona primeraka.

## Radnja
Učenik šestog razreda, Šojo Hinata, postaje opsednut odbojkom nakon što je na televiziji video srednjoškolski tim Karasuno kako se bori na državnom prvenstvu. I sam niskog rasta, Hinata je inspirisan igračem kome su komentatori dali nadimak „Mali Div“, Karasunovom kratkom, ali talentovanom krilnom napadaču. Iako neiskusan, Hinata je atletski nastrojen i ima impresivan vertikalni skok; pridružuje se odbojkaškom klubu svoje škole - samo da bi utvrdio da je on jedini član, primoravajući ga da sledeće dve godine provodi pokušavajući da ubedi druge učenike da mu pomognu u vežbanju.
U svojoj poslednjoj godini osnovne, Hinatini prijatelji pristaju da se pridruže klubu kako bi mogao da se takmiči na turniru. U njegovoj prvoj zvaničnoj utakmici, pretrpeli su teški poraz ekipe koju je publika favorizovala na turniru – u kojoj igra Hinatin vršnjak Tobijo Kagejama, čudesnog tehničara pod nadimkom „Kralj igrališta” zbog svoje veštine i tiranskog stila igre. Njih dvojica podstiču kratko rivalstvo, a nakon igre, Hinata se zarekao da će poraziti Kagejamu u srednjoj školi.
Hinata radi vredno i uspeva da upiše Srednju školu Karasuno, istu onu za koju je Mali Div igrao, ali je šokiran kada otkrije da je Kagejama takođe izabrao da pohađa Karasuno. Otkriva se da je Karasuno izgubio reputaciju jake škole nakon ere Malog Diva, a drugi lokalni timovi ga često nazivaju „Beskrilne vrane”. Međutim, kombinujući Kagejamine veštine genijalnog postavljanja sa Hinatinom izvanrednom atletičkom sposobnošću, njih dvojica stvaraju novu eksplozivnu taktiku u odbojci i razvijaju neočekivano, ali moćno partnerstvo. Usput, Hinata i Kagejama guraju jedan drugog da dostignu svoj puni potencijal i Hinata razvija odnose sa svojim prvim pravim timom, započinjući tako Karasunov put ka vraćanju svog prvobitnog ugleda.

## Franšiza

### Manga
Mangu je napisao i ilustrovao Haruiči Furudate. Haikju!! je prvobitno objavljen kao jednokratna priča u obliku stripa u Šueišinom sezonskom Jump NEXT! časopisu 8. januara 2011. godine. Drugi jednokratni strip objavljen je u kombinovanom izdanju Weekly Shōnen Jump časopisa, br. 21–22, objavljenom 25. aprila 2011. Haikju!! započeo je svoju serializaciju u izdanju Weekly Shōnen Jump broju 12, 20. februara 2012. Furudate je 2019. godine potvrdio da je manga pri kraju. U julu 2020. objavljeno je da će serija dostići vrhunac svog završnog dela 13. jula 2020. Serija je završena u kombinovanom izdanju br. 33–34 Weekly Shōnen Jump−a 20. jula 2020. Šueiša je sastavila sva poglavlja u 45 tomova. Prvi tom je objavljen 4. juna 2012., a poslednji 4. novembra 2020. godine. Šueiša od januara 2019. objavljuje japansku verziju simultano sa engleskom na veb lokaciji i aplikaciji .
Manga je proizvela spinof serijal pod nazivom Haikyū-bu!!. Napisao ju je i ilustrovao Kjohei Mijadžima, i objavljivala se od 13. maja 2019. do 24. marta 2025. godine na Šueišinoj aplikaciji .
Druga spinof manga je Let's! Haikyū!? koju je napisao i ilustrovao Recu. Objavljivala se na Šueišinoj aplikaciji Shonen Jump+ od 22. septembra 2014. do 12. novembra 2022. godine. Poglavlja su sakupljena u ukupno 11 tankobona.
Furudate je 5. februara 2024. objavio kratko poglavlje, koje je 16. februara uvršćeno u specijalno „33.5” izdanje i dato na projekciji filma Haikyū!! Gomisuteba no Kessen. Furudate je pre toga objavio kratko poglavje povodom desete godišnjice serijala, 25. aprila 2022. godine pod nazivom .

### Radio drama
Radio drama za seriju emitovana je u novembru 2012. godine na TV Tokio Sakiomi Jum-Bang! programu sa više glasovnih glumaca  za likove. Kasnije je distribuirana u decembru 2012. putem veb stranice Šueišin Vomik.

### Anime

#### TV serija
Anime televizijska serija u produkciji studija  emitovana je od 6. aprila do 21. septembra 2014. godine na MBS-u, drugim japanskim kanalima i sa engleskim titlovima na anime servisu Crunchyroll. Uvodna pesma od prve do trinaeste epizode je Imagination od Spajera, dok je završna špica Tenchi Gaeshi od Nico Touches the Walls. Za epizode od 14 do 25 uvodna špica je Ah Yeah Sukime Switch-a, a kraj LEO od Tacica. Ah Yeah se takođe koristi kao završetak za 14. epizodu koja nema uvodnu špicu. Anime je Sentai Filmvorks odobrio za digitalno i kućno video izdanje.
Druga sezona emitovana je od 4. oktobra 2015. do 27. marta 2016. Za epizode od 1 do 13, uvodna pesma je Believer od Spajera, dok je završna pesma Climber Galilea Galileija. Za epizode od 14 do 25 uvodna pesma je  -a, dok je završna pesma Hatsunetsu od Tacica.
Treća sezona, pod nazivom  emitovana je od 8. oktobra do 10. decembra 2016. Uvodna pesma je  -a, dok je završna pesma  od . Sentai Filmvorks je takođe licencirao treću sezonu.
Četvrta sezona, pod nazivom Haikyū!! To the Top- je najavljena na događaju Džamp Festa '19, uz „početni događaj“ za novu seriju koji se održava 22. septembra 2019. Četvrta sezona premijerno je prikazana 11. januara 2020. godine. Kasnije je najavljeno da će četvrta sezona biti podeljena, a druga polovina prvobitno je trebalo da se prikazuje na leto 2020. Uvod je Phoenix Burnout Sindromes-a, a završna tema Kessen Spirit benda CHiCO sa HaniVorks. Krančirol simultano prikazuje četvrtu sezonu sa engleskim titlovima. Ima 25 epizoda, a prvi deo se prikazivao nedeljno od 11. januara 2020. do 4. aprila 2020; drugi deo je trebao da počne u julu 2020, ali je odložen zbog pandemije kovida 19. Drugi deo je bio emitovan od 3. oktobra do 19. decembra 2020. godine. Uvodna špica je Toppako Super Beaver-a, a odjavna špica One Day benda Spajer.

#### Originalne video animacije
Haikju!! anime je dobio četiri originalne video animacije. OVA 1: Lev Genzan objavljena je 4. marta 2015. godine, dok je OVA 2: Haikyū!! vs. "Akaten" objavljena 2. maja 2016. OVA 3: Tokushū! Haru-kō Volley ni Kaketa Seishun je objavljena 4. avgusta 2017. godine zajedno za 27. tankobonom. Dve nove OVA epizode, OVA 4: Riku vs. Kū i OVA 5: , objavljene su 22. januara 2020. Šesta i poslednja OVA je obljavjena 4. marta 2020. godine zajedno sa 42. tankobonom. Sastoji se od 10 kratkih epizoda sa lutkama.

#### Kompilacijski filmovi
Dodatni kompilacijski filmovi koji prikazuju skraćenu verziju animea objavljeni su nakon emitovanja svake sezone. Nakon prve sezone i pre prikazivanja druge sezone 2015. godine, objavljena su dva kompilacijska filma. Prvi film,  objavljen je 3. jula 2015. godine, a drugi film,  objavljen je 18. septembra 2015.
Još dva kompilaciona filma najavljena su nakon treće sezone, marta 2017. Oba filma su objavljena u septembru: prvi film, Haikyū!! Sainō to Sense petnaestog i drugi film, Haikyū!! Concept no Tatakai dvadeset devetog.

#### Filmski serijal
Avgusta 2023. godine objavljeno je da će poslednja poglavlja biti adaptirana u vidu dva filma. Prvi film, Haikyū!! Gomisuteba no Kessen premijerno je prikazan 16. februara 2024. godine. Drugi film, Haikyū!! vs. Chiisana Kyojin je zvanično najavljen 2. marta 2025. godine. Takođe je najavljena specijalna epizoda Haikyū!! Bakemono-tachi no Iku Tokoro koja će prikazati meč između Fukurodani akademije i srednje škole Muđinazaka.

### Video igrice
Serijal je proziveo par video igrica. Prva, Haikyū!! Tsunage! Itadaki no Keshiki objavljena je 25. septembra 2014. godine za konzolu Nintendo 3DS. Još jedna igrica za tu konzolu, Haikyū!! Cross Team Match objavljena je 3. maja 2016. godine. Lik Šojo pojavljuje se u borilačkoj igri J-Stars Victory VS.

### Predstave
je adaptiran u seriju predstava pod nazivom Hyper Projection Engeki: Haikyū!!. Nastupi se održavaju od 2015. godine.

## Prijem

### Manga
Haikju!! je naišao na generalno pozitivan prijem. Od decembra 2016. godine, serija je imala više od 20 miliona primeraka u opticaju. Od januara 2018. godine, manga je imala više od 28 miliona primeraka u opticaju. Od decembra 2018. godine, manga je imala u opticaju preko 33 miliona primeraka. Od decembra 2019. godine manga je imala više od 35 miliona primeraka u opticaju. Od maja 2020. godine, manga je imala više od 38 miliona primeraka u opticaju. Od avgusta 2020. godine, manga je imala više od 40 miliona primeraka u opticaju. Od novembra 2020. godine, manga je imala više od 50 miliona primeraka u opticaju.
U Japanu je serija bila šesta najprodavanija manga u 2015. godini i osma najbolje prodavanija u 2019. godini. Haikju!! je bio četvrti najprodavaniji manga serijal u 2020., sa prodanih 7.212.099 primeraka. Prvi tom je zauzeo 22. mesto na Tohanovoj top listi između 4. i 10. juna 2012. Drugi tom je zauzeo 18. mesto na top listama između 6. i 12. avgusta 2012, a treći tom je takođe zauzeo 18. mesto između 8. i 14. oktobra 2012.
U decembru 2016. godine, 24. tom je bio na vrhu Orikonovih top 10 lista nedeljnih prodaja, prodavši 282.363 primerka u prva tri dana. Tokom nedelje 11. maja i 17. maja 2020, Haikju!! je bila druga najprodavanija manga na Orikonovoj nedeljnoj top listi, prodavši 473 858 primeraka u jednoj nedelji.
Manga je 2016. godine pobedila u šonen kategoriji na 61. Šogakukan Manga dodeli nagrada. Liroj Dureso iz Strip Bina (engl. Comic Book Bin) pohvalio je priču zbog detaljnog obrađivanja ličnih i mentalnih borbi pored uobičajenih sportskih, napominjući da fokus nije samo na odbojci već i na drami između likova i timskoj dinamici izvan odbojke.

### Anime
U novembru 2019. godine, Poligon je nazvao Haikju!! jednim od najboljih animea iz 2010-ih, i Krančirol ga je uvrstio u svoju listu „Top 100 najboljih animea iz 2010-ih“. Aj-Dži-En je takođe nazvao Haikju!! jednom od najboljih anime serijala iz 2010-ih, i nominovao Haikju!! za najbolju anime seriju 2016. Prema Krančirolu, Haikju!! je bio jedan od 10 najgledanijih animea u Velikoj Britaniji, Kanadi, Okeaniji, Meksiku i Brazilu na njihovom servisu tokom zimske anime sezone 2020.
Kim Jeon-Kjoung, kapiten Južnokorejske ženske odbojkaške reprezentacije, analizirala je poslednju borbu Karasuna protiv tima Aoba Džosai u drugoj sezoni, izrazivši da je, iako je nekoliko trenutaka bilo preterano i nemoguće u stvarnom životu, bila prijatno iznenađena prikazom odbojke na visokom nivou i rekla je da je bilo „zabavno gledati“. Primetila je da je tvorac „osoba sa visokim nivoom odbojkaškog znanja“.
Melina Dargis iz Fandom Posta pohvalila je razvoj timskog mentaliteta sa više likova, a ne pojedinaca, izrazivši da je to naglasilo da odbojka „... nije pojedinačni događaj, već timski sport“. Noel Ogava iz Krančirola pohvalila je serijal zbog prikazivanja ličnog rasta, ističući zavisnot ličnog rasta od toga da li ima „prave ljude i pravo okruženje u kom će cvetati“. Rebeka Silverman iz [[]] komentarisala je razvoj ne-igrača poput Karasunovog timskog menadžera Kijoko, izjavivši da je „njen trijumfalni skok dok donosi Hinati njegove izgubljene patike prelepa izjava činjenice da je ona jednako deo tima kao i svi dečaci“. Silverman takođe komentariše pažnju animea na detalje, napominjući uključivanje dubokih udisaja, kretanje mišića u nogama igrača i udarne tačke gledišta koje prate loptu tokom utakmica. Isak Akers je pohvalio anime zbog njegovog intenziteta, bez potrebe da koristi brzinu stvarnih sportova, napominjući da on „[pooštrava] svoj fokus na pojedinačne trenutke, čineći svaku tačku vrhuncem i svaku sekundu koja vodi do tih vrhova od suštinskog značaja. Umesto da ubrzava akciju, usporava je. Zadržava se na određenim delovima, rasteže vreme lopte u vazduhu, naglašava trenutke između. Jednostavno je, ali veoma delotvorno.” Rafael Motamajor iz Sleš Filma je pohvalio anime, navodeći da je „najbolji deo Haikju!!-a način na koji emisija integriše veze i priče o likovima u stvarni sport”, uz napomenu da se „ono što može izgledati kao jednostavno bacanje odjednom pretvara u vitalnu lekciju izgradnje poverenja sa saigračima, a planiranje i izvođenje poteza podrazumeva rešavanje i suočavanje sa godinama mržnje prema sebi”. Takođe je pohvalio kombinaciju fluidne animacije studija Aj-Dži i muzičke podloge Jukija Hajašija, koji „jednostavnu igru [podiže] u operski dvoboj sudbina”, sa „vizuelnim metaforama koje svako dodavanje pretvaraju u bitku”. Đijermo Kurten iz Stripskih Resursa pohvalio je Haikju!! zbog izvanrednih karakteristika i izvođenja zabavne priče, čak i za one koji ne uživaju u sportu ili nemaju znanje o odbojci. K. Tor Džensen iz Mešabla uvrstio ga je na svoju listu najboljih sportskih animea.